# Тумчаозеро
Тумчаозеро (Тумчозеро, Тумча-озеро, Тумчезеро, Тумча, Тумч-озеро) — пресноводное озеро на территории Кестеньгского сельского поселения Лоухского района Республики Карелии.
Является частью Иовского водохранилища.

## Общие сведения
Площадь озера — 15,6 км², площадь водосборного бассейна — 5220 км². Располагается на высоте 72,0 метров над уровнем моря.
Форма озера лопастная, продолговатая: оно почти на пятнадцать километров вытянуто с северо-запада на юго-восток. Берега изрезанные, каменисто-песчаные, преимущественно возвышенные, скалистые.
В озеро впадают две реки: Тумча и Кувжденьга. На востоке Тумчаозеро соединяется с Сушозером, через которое протекает река Ковда, впадающая в Белое море.
К бассейну Тумчаозера относятся озёра:
- Аськиярви
- Большой Яурлан
- Коппелоярви
- Кужъярви
- Малый Яурлан
- Нижнее Аськиярви
- Таваярви
- Визиярви
- Ориярви
- Таймут

В озере расположено более полусотни безымянных островов различной площади, рассредоточенных по всей площади водоёма.
Вдоль юго-западного берега озера проходит автодорога.
Код объекта в государственном водном реестре — 02020000611102000001273.